# UMEKA24
『UMEKA24』（うめかにじゅうよん）は、関西テレビで2006年4月27日から2008年3月16日まで、毎月第3日曜日深夜に放送されていたバラエティ番組である。元々の番組名は『UMEKA12』だったが、2007年4月22日放送分をもって『UMEKA24』に変更された。
同局のディレクター12人が演出を担当した、うめだ花月での芝居やコント、大喜利やバラエティ番組などといった公開イベントの様子を映したテレビ番組。ディレクターの個性が生かされるように演出スタッフや出演者を毎回替えていた。吉本興業との共同企画。 

## 放送内容

### UMEKA12時代
第1回「異色教育バラエティ うめだの学校」
放送日 : 2006年4月27日
花月を講堂に見立ててブラックマヨネーズらが持論を講義するという内容。
- 出演者 : ブラックマヨネーズ、サバンナ、ビッキーズ、小籔千豊、たむらけんじ
- 主な講義
  - 「小杉式 抜け毛防止と発毛理論」（講師 : 小杉竜一（ブラックマヨネーズ）
  - 「生後32年間肉を食べたことのない男の健康学」（講師 : 小籔千豊）
  - 「八木式 ヨガ理論」（講師 : 八木真澄（サバンナ）
  - 「女性のための風俗文化論入門」（講師 : 須知裕雅（ビッキーズ）

第2回「U-1グランプリ〜オールマイティ芸人決定戦〜」（2006年5月18日）
- 放送日 : 2006年5月18日
- 出演者 : シャンプーハット、ザ・プラン9（お〜い!久馬、鈴木つかさ、なだぎ武）、野性爆弾、たむらけんじ、ケンドーコバヤシ
- 特別審査員 : バッファロー吾郎

第3回「輝け!第1回うめだ花月芝居もん大賞」
- 放送日 : 2006年6月15日
- 内容 : うめだ花月で公演されている「芝居もん」（2006年3月 - 4月公演分）の5チームのメンバーが集合して「芝居もん大賞」を決めるという企画。
- MC : ケンドーコバヤシ、村西利恵（関西テレビアナウンサー）
- ノミネートされた芝居もんおよび出演者
  - 「こんにちワイド!お昼です」（出演者 : 中川貴志（ランディーズ）、矢野・兵動、月亭八光、佐藤太一郎）
  - 「曽根崎心中〜久馬版」大賞（出演者 : ザ・プラン9、五十嵐サキ、伊賀健二）
  - 「SQUARE」（出演者 : 川畑泰史、後藤秀樹、野性爆弾、杉岡みどり）
  - 「例えばなし砦」（出演者 : ケツカッチン、$10）
  - 「君はトイプードル」（出演者 : たむらけんじ、野性爆弾）

第4回「ザ・プラン9解散宣言!」
- 放送日 : 2006年7月20日
- 出演者 : ザ・プラン9、ビッキーズ、ランディーズ、$10 、バッファロー吾郎、野性爆弾

第5回「マッスルカーニバル2006」
- 放送日 : 2006年8月17日
- MC : 浅越ゴエ（ザ・プラン9）
- 出演者 : レイザーラモンHG、なかやまきんに君、八木真澄（サバンナ）、ケンドーコバヤシ、バッファロー吾郎

第6回「うめだ花月 キャラクター学園」
- 放送日 : 2006年9月21日
- 出演者 : 高橋茂雄（サバンナ）、ケンドーコバヤシ、竹内RIKI（鈴木つかさ（ザ・プラン9））、漫画読み介（シャンプーハットてつじ）、ヨギータ（徳井義実（（チュートリアル））、春団治中川さん（中川貴志（ランディーズ））、北岳ノギク（小籔千豊）、キャプテン☆ボンバー、ディラン（なだぎ武（ザ・プラン9））

第7回「二人だけ DE ショー」
- 放送日 : 2006年10月29日
- 出演者 : ケンドーコバヤシ&藤本景子（関西テレビアナウンサー）、小籔千豊&木村明浩（バッファロー吾郎）、小杉竜一（ブラックマヨネーズ）&山本浩之（関西テレビアナウンサー）、吉田敬（ブラックマヨネーズ）&徳井義実（チュートリアル）、あいはら雅一（メッセンジャー）&駒井千佳子（芸能リポーター）

第8回「今夜決定!芸人ゲームベストテン」
- 放送日 : 2006年11月7日
- 内容 : 芸人たちが考えたゲームをベスト10方式に発表するという企画。
- 出演者 : ザ・プラン9（なだぎ武、ヤナギブソン）、サバンナ 、野性爆弾、シャンプーハット、ロザン
- ゲスト : 愛川ゆず季

第9回「LOVE 相方〜「おもろい」と、お前が笑ってくれたから今日は相方記念日。〜恋愛を超えたコンビ愛の深さに大爆笑！吉本が誇る最強ラブラブコンビ今夜決定!?」
- 放送日 : 2006年12月17日
- MC : 陣内智則
- 出演者 : FUJIWARA、サバンナ、ブラックマヨネーズ

第10回「チュートリアル進化計画。」
- 放送日 : 2007年1月28日
- 内容 : M-1チャンピオンとなったチュートリアルが今気になることをゲストに尋ねるという企画。
- 出演者 : チュートリアル、シャンプーハット、ビッキーズ、小籔千豊、小笠原まさや

第11回「よしもとMEN'Sクラブ〜セクシー美女のお気に入りになるのは誰だ!?〜」
- 放送日 : 2007年2月25日
- 出演者 : ケンドーコバヤシ、ブラックマヨネーズ、ロザン、麒麟
- ゲスト : みひろ

第12回「よしもと アカデミーSHOW」
- 放送日 : 2007年3月25日
- 内容 : 芸人たちがいろんな賞をノミネートされたという設定でその内容にあった大喜利をするという企画。
- MC : 浅越ゴエ（ザ・プラン9）、山本悠美子（関西テレビアナウンサー）
- 解説（審査委員長） : ケンドーコバヤシ
- ノミネート芸人 : ザ・プラン9（なだぎ武（VTR出演）、お〜い!久馬、鈴木つかさ、ヤナギブソン）、友近、アジアン
- ゲスト : 若井おさむ

### UMEKA24時代
第13回「たむけん＆ポン太のクイズ体でポン!」
- 放送日 : 2007年4月22日
- MC : たむらけんじ、土肥ポン太、岡安譲（関西テレビアナウンサー）
- 解答者 : FUJIWARA、サバンナ、野性爆弾、千鳥
- VTR出演 : 山崎邦正

第14回「芸人の嫁さんアワード2007」
- 放送日 : 2007年6月17日
- 内容 : 陰で支える芸人の嫁をフィーチャーするという企画。
- MC : あいはら雅一（メッセンジャー）、杉本なつみ（関西テレビアナウンサー）
- パネラー : 小籔千豊、月亭八光、小出水直樹（シャンプーハット）、久保田和靖（とろサーモン）、藤井輝雄（しましまんず）

特別編「梅神様の祟り」
- 放送日 : 2007年7月17日
- 内容 : 「梅神様」のお題をもとに芸人たちがトークをするという企画。
- 出演者 : 高橋茂雄（サバンナ）、フットボールアワー、ビッキーズ、笑い飯

第15回 「ブルース漫才」
- 放送日 : 2007年7月22日
- 内容 : ティーアップと矢野・兵動の2組とのコントと漫才をやるという企画。
- 出演者 : ティーアップ、矢野・兵動

第16回 「禁断の花月」
- 放送日 : 2007年8月12日
- 内容 : 芸人が楽屋でしか聞けない話を舞台上でやってしまおうという暴露企画。
- 出演者 : チュートリアル、たむらけんじ、ビッキーズ、サバンナ 、ランディーズ、中山功太

第17回 「やすとも☆ぶっちゃけ女の%」
- 放送日 : 2007年9月23日
- 出演者 : 海原やすよ・ともこ、土肥ポン太
- VTR出演 : 山里亮太（南海キャンディーズ）
- ゲスト : 梅宮アンナ

第18回 「秋のUMEKA絵画展〜吉本絵ウマイ芸人大集合〜」
- 放送日 : 2007年10月22日
- MC : 小籔千豊
- 出演者 : 竹若元博（バッファロー吾郎）、野性爆弾、大悟（千鳥）、レイザーラモンHG
- ゲスト : ひさうちみちお

第19回 「川畑泰史秋の顔パン祭〜白いお皿はもらえません〜」
- 放送日 : 2007年11月18日
- 内容 : 川畑泰史が座長になったのを記念して作られた新喜劇実験企画。
- 出演者 : 川畑泰史、小籔千豊、すっちー、野性爆弾、千鳥、今別府直之、未知やすえ、池乃めだか

第20回 「芸人推薦！よしもと裏キャラバン」
- 放送日 : 2007年12月16日
- MC : 高橋茂雄（サバンナ）
- 出演者 : たむらけんじ、浜本広晃（$10）、八木真澄（サバンナ）、シャンプーハット、川島邦裕（野性爆弾）
- ゲスト : 山崎邦正

第21回 「秒殺〜No.1ギャガー決定戦〜」
- 放送日 : 2008年1月20日
- 出演者 : COWCOW、渡辺鐘（ジャリズム）、大地洋輔（ダイノジ）、佐久間一行、又吉直樹（ピース）、小籔千豊、土肥ポン太、川島邦裕（野性爆弾）、今別府直之、八木真澄（サバンナ）、白川悟実（＄10）、藤井輝雄（しましまんず）、下林朋央（ジャンクション）、ウーイェイよしたか（スマイル）、川原克己（天竺鼠）ヤナギブソン（ザ・プラン9）、村越周司、大脇拓平・里村仁志（大脇里村ゼミナール）、ガリガリガリクソン、西森洋一（モンスターエンジン）、ツジカオルコ

第22回 「7人の裏モテ芸人」
- 放送日 : 2008年2月24日
- MC : メッセンジャーあいはら
- 出演者 : ケンドーコバヤシ、サバンナ、小籔千豊、川島邦裕（野性爆弾）、向清太朗（天津）、久保田和靖（とろサーモン）
- ゲスト : 小林恵美

第23回 「FUJIWARA・野性爆弾の“生きる!!”〜今夜はみんなで踊り明かそう〜」
- 放送日 : 2008年3月16日
- 出演者 : FUJIWARA、野性爆弾

## スタッフ
- チーフプロデューサー : 谷口俊哉（KTV）
- プロデューサー : 石田秀樹（KTV）、磯塚晋治（吉本興業）
- ディレクター : 近藤兵衛（KTV）
- 技術協力 : ウエストワン、トラッシュ、アーチェリープロダクション、テレコープ
- 制作協力 : 吉本興業
- 制作著作 : 関西テレビ